# Daniel Schneidermann
Daniel Schneidermann (Paris, 5 de abril de 1958) é um jornalista francês.